# フェイス・ドマーグ
フェイス・ドマーグ（Faith Domergue,  1924年6月16日 - 1999年4月4日）は、アメリカ合衆国の女優である。

## 来歴
1924年、ルイジアナ州ニューオーリンズに生まれる。後に一家でカリフォルニア州へ渡り、同州のカトリック系の学校へ進学。ロサンゼルスにあるユニバーシティー高校へ在学中にワーナー・ブラザースと契約を交わし、1941年に『ブルー・イン・ザ・ナイト』にノークレジットで出演し、女優デビューを果たした。1942年に高校を卒業後、すぐにキャリアをスタートさせる予定だったが、自動車事故で怪我を負ったために延期を余儀なくされた。1950年代に入るとコンスタントに女優業をスタートさせ、様々な作品へ出演。1955年のレイ・ハリーハウゼンが特殊効果を手掛けたモンスター・パニック映画『水爆と深海の怪物』や、レイモンド・F・ジョーンズの小説をもとにしたSF映画『宇宙水爆戦』などの映画ではヒロインを演じている。

### 死去
1999年、カリフォルニア州・サンタバーバラで癌により死去。74歳だった。

## 出演作品

### 映画
- ブルース・イン・ザ・ナイト Blues in the Night (1941)
- 美しき未亡人 Young Widow (1946)
- Apenas un delincuente (1949)
- ゼロへの逃避行 Where Danger Lives (1950)
- Vendetta (1950)
- 抜き射ち二挺拳銃 The Duel at Silver Creek (1952)
- スー族の叛乱 The Great Sioux Uprising (1953)
- 私の恋 This Is My Love (1954)
- サンタフェへの道 Santa Fe Passage (1955)
- Cult of the Cobra (1955)
- 宇宙水爆戦 This Island Earth (1955)
- 水爆と深海の怪物 It Came from Beneath the Sea (1955)
- 爆殺指令 Timeslip (1955)
- Soho Incident (1956)
- Escort West (1958)
- カリフォルニア California (1963)
- 原始惑星への旅 Voyage to the Prehistoric Planet (1965)
- グランドレース Track of Thunder (1967)
- 女の秘めごと Una sull'altra (1969)
- アモーレ L'amore breve (1969)
- The Gamblers (1970)
- Blood Legacy (1971)
- L'uomo dagli occhi di ghiaccio (1971)
- サイコ・シスターズ So Evil, My Sister (1974)
- The House of Seven Corpses (1974)
- Amore grande, amore libero (1976)

### テレビドラマ
- General Electric Theater (1954)
- The Ford Television Theatre (1974)
- Overseas Press Club - Exclusive! (1957)
- シャイアン Cheyenne (1959)
- バーボン・ストリート Bourbon Street Beat (1959)
- ハワイアン・アイ Hawaiian Eye (1959, 1961)
- コルト45 Colt .45 (1960)
- ブロンコ Bronco (1960)
- 私立探偵マイケル・シェーン Michael Shayne (1960)
- サンセット77 77 Sunset Strip (1961)
- ペリー・メイスン Perry Mason (1961, 1963)
- ボナンザ Bonanza (1961, 1964)
- コンバット! Combat! (1966)
- 特攻ギャリソン・ゴリラ Garrison's Gorillas (1968)